# 柳巷芳草
《柳巷芳草》（英語：Klute，新加坡公映時譯《花街殺人王》）是1971年的犯罪驚悚電影，敘述一名應召女子幫助偵探解決一齣懸案。導演為艾倫·帕庫拉。由珍·芳達、唐納·蘇澤蘭、查理斯·喬菲及羅伊·謝德主演。
許多影星客串本片演出：坎迪·達琳、日後以《一家子》走紅的珍·史塔波頓。麥可·史默擔綱電影配樂。

## 演員
- 珍·芳達 飾 Bree Daniels
- 唐納·蘇澤蘭 飾 John Klute
- 查理斯·喬菲（英语：Charles Cioffi） 飾 Peter Cable
- 羅伊·謝德 飾 Frank Ligourin
- Dorothy Tristan 飾 Arlyn Page
- Rita Gam（英语：Rita Gam） 飾 Trina
- 奈森·喬治（英语：Nathan George） 飾 Trask
- 薇薇安·內森（英语：Vivian Nathan） 飾 Psychiatrist
- Morris Strassberg 飾 Mr. Goldfarb
- Barry Snider 飾 Berger
- Betty Murray 飾 Holly Gruneman
- Jane White（英语：Jane White） 飾 Janie Dale
- Shirley Stoler（英语：Shirley Stoler） 飾 Momma Reese
- Robert Milli（英语：Robert Milli） 飾 Tom Gruneman
- 安東尼·霍蘭德（英语：Anthony Holland (actor)） 飾 Actor's Agent
- Fred Burrell 飾 Man in Hotel
- Richard B. Shull（英语：Richard B. Shull） 飾 Sugarman
- 瑪莉·路易絲·威森（英语：Mary Louise Wilson） 飾 Producer in Adv. Agency
- 珍·史塔波頓 飾 Goldfarb's Secretary
- Jan Fielding 飾 Psychiatrist's Secretary
- Antonia Ray 飾 Mrs. Vasek
- Robert Ronan 飾 Director in Little Theatre
- Richard Ramos 飾 Asst. Dir. In Little Theatre
- 李·華萊士（英语：Lee Wallace (actor)） 飾 Nate Goldfarb（未掛名）
- 史泰龍 飾 Discothèque Patron（未掛名）
- 特瑞·加爾（英语：Teri Garr） 飾 Psychiatrist's Receptionist（未掛名）